# Erich Wagner
Erich Wagner (ur. 15 września 1912 w Komotau, zm. 22 marca 1959 w Oberkirch) – zbrodniarz nazistowski, lekarz w niemieckim obozie koncentracyjnym Buchenwald i SS-Sturmbannführer.
Ukończył medycynę w grudniu 1938 na Uniwersytetach w Grazu i Innsbrucku. Po Anschlussu Austrii wstąpił do NSDAP i SS (nr identyfikacyjny 279572). Od listopada 1939 do stycznia 1941 pełnił służbę jako lekarz obozowy w Buchenwaldzie, gdzie mordował więźniów za pomocą śmiertelnych zastrzyków. Wagner kolekcjonował tatuaże, które wycinał z ciał pomordowanych więźniów. Następnie Wagner pełnił służbę w 2 Dywizji SS „Das Reich” i 6 Dywizji SS „Nord”. 
Pod koniec wojny został schwytany przez wojska amerykańskie, ale zbiegł z niewoli w 1948. Przez następne kilka lat ukrywał się pod fałszywym nazwiskiem. W 1957 Wagner powrócił do pracy w zawodzie lekarza. Rok później został aresztowany przez władze zachodnioniemieckie pod zarzutem morderstw popełnionych w Buchenwaldzie. Popełnił samobójstwo (podciął sobie żyły) w więzieniu Oberkirch 22 marca 1959. 